# Europameisterschaften im Springreiten 2023
Die Europameisterschaften im Springreiten 2023, auch als FEI Springreit-Europameisterschaft 2023 bezeichnet (FEI Jumping European Championship Milano 2023), wurden vom 27. August bis zum 3. September 2023 in Mailand durchgeführt. Hierbei wurden im Springreiten zum 37. Mal Europameisterschaften ausgetragen.

## Sportstätten
Austragungsort war das Ippodromo San Siro, eine Galopprennbahn im Westen von Mailand. Direkt neben der Rennbahn befindet sich das ebenfalls unter dem Namen „San Siro“ bekannte Giuseppe-Meazza-Stadion.

## Wettkämpfe
Jede Nation konnte bis zu fünf Springreiter mit je einem Pferd zur Europameisterschaft entsenden. Das fünfte Paar einer Nation dient als Reserve, falls ein anderer Reiter oder Pferd seiner Nation vor Beginn des Zeitspringens ausfällt. Erstmals durften auch die Reservereiter, die nicht für ihre Mannschaft zum Einsatz kamen, in der Einzelwertung an den Start gehen.
Die erste Prüfung der Europameisterschaften war ein Zeitspringen, welches für die Einzel- und die Mannschaftswertung zählte. Es wurde am 30. August 2023 ausgerichtet. Der Sieger des Zeitspringens ging mit null Strafpunkten in die Meisterschaftswertungen ein. Der Zeitunterschied zwischen ihm und den weiteren Reitern wurde mit 0,5 multipliziert und ergab somit deren Anzahl an Strafpunkten.
Die zweite Prüfung, der Nationenpreis, fand über zwei Tage verteilt am 31. August und 1. September 2023 statt. Ausgeschrieben war der Nationenpreis als Springprüfung mit zwei Umläufen. Im ersten Umlauf waren alle Nationen startberechtigt. Am Folgetag durften im zweiten Umlauf des Nationenpreises noch die besten zehn Mannschaften sowie die besten 50 Reiter der Einzelwertung bis hier hin antreten. Anhand der Addition aus der Zeitspringprüfung und beiden Umläufen des Nationenpreises ergab sich das Abschlussergebnis der Mannschaftswertung. Soweit es in dieser Addition der Mannschaftswertung zu einem Punktgleichstand auf dem ersten Platz gekommen wäre, wäre ein Stechen um die Goldmedaille erforderlich.
Nach einem Tag Ruhepause für die Pferde stand am 3. September 2023 die Finalprüfung der Einzelwertung an. Hierbei handelte es sich um eine Springprüfung mit zwei Umläufen. Das Starterfeld war hier nochmals kleiner: Die besten 25 Reiter-Pferd-Paar durften im ersten Umlauf antreten. Alle bis hierhin gesammelten Strafpunkte wurden beibehalten, so dass die Gesamtwertung der Einzelwertung alle drei Meisterschaftsprüfungen mit insgesamt fünf Ritten pro Teilnehmer umfasste. Bei Strafpunktgleichheit auf Rang eins hätte im Einzelfinale ein Stechen um Gold entschieden.

### Mannschaftswertung
Schweden setzte seine Dominanz der letzten Jahre fort, nach den Olympischen Spielen 2020 und den Weltmeisterschaft 2022 gewannen sie erneut Mannschaftsgold. Die Bronzemedaille stellt einen historischen Erfolg für Österreich dar: Erstmals überhaupt gewann Österreich damit bei Springreit-Europameisterschaften Edelmetall. Die letzte Medaille im Springreiten für die Österreicher hatten sie zuvor 1992 bei den Olympischen Spielen gewonnen.
Die deutsche Equipe hatte nach dem ersten Umlauf des Nationenpreises in Führung gelegen. Bei der Vorbereitung für den zweiten Umlauf zeigte sich Marcus Ehnings Pferd Stargold nicht 100-prozentig fit und wurde daher zurückgezogen. Nur noch mit drei Paaren am Start fiel die Mannschaft auf Rang vier zurück.
| Platz                                              | Land           | Reiter und Pferde                    | Strafpunkte  | Strafpunkte             | Strafpunkte             | Strafpunkte |
| Platz                                              | Land           | Reiter und Pferde                    | Zeitspringen | Nationenpreis 1. Umlauf | Nationenpreis 2. Umlauf | Gesamt      |
| 1                                                  | Schweden       | Schweden                             | 1,51         | 8                       | 0                       | 9,51        |
| -------------------------------------------------- | -------------- | ------------------------------------ | ------------ | ----------------------- | ----------------------- | ----------- |
|                                                    |                | Henrik von Eckermann mit Iliana      | 0,70         | 0                       | (4)                     |             |
| Wilma Hellström mit Cicci                          | (1,50)         | 8                                    | 0            |                         |                         |             |
| Jens Fredricson mit Markan Cosmopolit              | 0,00           | 0                                    | 0            |                         |                         |             |
| Rolf-Göran Bengtsson mit Zuccero                   | 0,81           | (8)                                  | 0            |                         |                         |             |
| 2                                                  | Irland         | Irland                               | 6,00         | 4                       | 8                       | 18,00       |
|                                                    |                | Michael Duffy mit Cinca              | 2,18         | 0                       | 0                       |             |
| Trevor Breen mit Highland President                | (4,04)         | (8)                                  | (4)          |                         |                         |             |
| Shane Sweetnam mit James Kann Cruz                 | 2,87           | 0                                    | 4            |                         |                         |             |
| Eoin McMahon mit Mila                              | 0,95           | 4                                    | 4            |                         |                         |             |
| 3                                                  | Österreich     | Österreich                           | 8,77         | 8                       | 6                       | 22,77       |
|                                                    |                | Gerfried Puck mit Naxcel V           | 3,63         | 4                       | 2                       |             |
| Katharina Rhomberg mit Cuma                        | 2,98           | 0                                    | (12)         |                         |                         |             |
| Max Kühner mit Elektric Blue P                     | 2,16           | (4)                                  | 0            |                         |                         |             |
| Alessandra Reich mit Oeli R                        | (9,03)         | 4                                    | 4            |                         |                         |             |
| 4                                                  | Deutschland    | Deutschland                          | 5,31         | 4                       | 16                      | 25,31       |
|                                                    |                | Marcus Ehning mit Stargold           | 2,72         | (4)                     | (zurückgezogen)         |             |
| Philipp Weishaupt mit Zineday                      | 0,31           | 0                                    | 4            |                         |                         |             |
| Jana Wargers mit Limbridge                         | 2,28           | 0                                    | 8            |                         |                         |             |
| Gerrit Nieberg mit Ben                             | (8,32)         | (12)                                 | 4            |                         |                         |             |
| 5                                                  | Spanien        | Spanien                              | 13,59        | 8                       | 4                       | 25,59       |
|                                                    |                | Armando Trapote mit Tornado          | (8,11)       | 0                       | 0                       |             |
| Manuel Fernandez Saro mit Jarlin de Torres         | 5,07           | 4                                    | 0            |                         |                         |             |
| Eduardo Álvarez Aznar mit Bentley de Sury          | 1,11           | 4                                    | 4            |                         |                         |             |
| Sergio Álvarez Moya mit Puma                       | 7,41           | (12)                                 | (9)          |                         |                         |             |
| 6                                                  | Schweiz        | Schweiz                              | 1,92         | 8                       | 16                      | 25,92       |
|                                                    |                | Steve Guerdat mit Dynamix de Belheme | 0,43         | 0                       | 0                       |             |
| Bryan Balsiger mit Dubai du Bois Pinchet           | 1,21           | 4                                    | 8            |                         |                         |             |
| Edouard Schmitz mit Gamin van't Naastveldhof       | (5,98)         | (8)                                  | (12)         |                         |                         |             |
| Martin Fuchs mit Leone Jei                         | 0,28           | 4                                    | 8            |                         |                         |             |
| 7                                                  | Niederlande    | Niederlande                          | 14,29        | 5                       | 7                       | 26,29       |
|                                                    |                | Willem Greve mit Highway             | 5,57         | 4                       | 1                       |             |
| Maikel van der Vleuten mit O'Bailey vh Brouwershof | 7,10           | 1                                    | 6            |                         |                         |             |
| Jur Vrieling mit Long John Silver                  | 1,62           | 0                                    | (8)          |                         |                         |             |
| Harrie Smolders mit Uricas van de Kattevennen      | (7,59)         | 8                                    | 0            |                         |                         |             |
| 8                                                  | Frankreich     | Frankreich                           | 10,47        | 12                      | 12                      | 34,47       |
|                                                    |                | Simon Delestre mit Dexter Fontenis Z | 5,79         | 8                       | 0                       |             |
| Megane Moissonnier mit Cordial                     | 4,07           | (17)                                 | (13)         |                         |                         |             |
| Kevin Staut mit Dialou Blue                        | (8,74)         | 4                                    | 8            |                         |                         |             |
| Julien Epaillard mit Dubai du Cedre                | 0,61           | 0                                    | 4            |                         |                         |             |
| 9                                                  | Großbritannien | Großbritannien                       | 12,42        | 12                      | 13                      | 37,42       |
| 10                                                 | Italien        | Italien                              | 9,42         | 9                       | 22                      | 40,42       |
| 11                                                 | Belgien        | Belgien                              | 10,50        | 16                      |                         | 26,50       |
| 12                                                 | Dänemark       | Dänemark                             | 9,84         | 28                      |                         | 37,84       |
| 13                                                 | Polen          | Polen                                | 27,44        | 21                      |                         | 48,44       |
| 14                                                 | Portugal       | Portugal                             | 25,04        | 24                      |                         | 49,04       |
| 15                                                 | Ungarn         | Ungarn                               | 24,26        | 43                      |                         | 67,26       |

### Einzelwertung
Steve Guerdat blieb zusammen mit seiner zehnjährigen Stute Dynamix de Belheme als einiger Reiter über alle fünf Runden der Europameisterschaften ohne Fehler. Damit gewann er die Einzel-Goldmedaille, seine erste Goldmedaille seit seinem Olympiasieg 2012. Wie bereits im Vorjahr bei den Weltmeisterschaften in Herning verpasste Jens Fredricson in der letzten Einzelprüfung die Chance auf eine Einzelmedaille. Hiervon profitierte Philipp Weishaupt, der damit einen Rang vorrückte und Silber gewann. Neben Guerdat und Weishaupt blieben im letzten Umlauf der besten 12 Paare nur noch Julien Epaillard (Bronzemedaille) und Ben Maher (vierter Rang) strafpunktfrei.
Christian Kukuk, der nach dem Ausfall der Stute Chakaria des amtierenden Europameisters André Thieme in das deutsche Aufgebot nachgerückt war und als Reservereiter nur in der Einzelwertung am Start war, erreichte Platz 14.
| Rang | Reiter               | Pferd                    | umgerechnete Punkte | Strafpunkte    | Strafpunkte    | Strafpunkte    | Strafpunkte    | Gesamt- ergebnis |
| Rang | Reiter               | Pferd                    | umgerechnete Punkte | 2. Teilprüfung | 2. Teilprüfung | 3. Teilprüfung | 3. Teilprüfung | Gesamt- ergebnis |
| Rang | Reiter               | Pferd                    | 1. Teilprüfung      | 1. Umlauf      | 2. Umlauf      | 1. Umlauf      | 2. Umlauf      | Gesamt- ergebnis |
| ---- | -------------------- | ------------------------ | ------------------- | -------------- | -------------- | -------------- | -------------- | ---------------- |
| 1    | Steve Guerdat        | Dynamix de Belheme       | 0,43                | 0              | 0              | 0              | 0              | 0,43             |
| 2    | Philipp Weishaupt    | Zineday                  | 0,31                | 0              | 4              | 0              | 0              | 4,31             |
| 3    | Julien Epaillard     | Dubai du Cedre           | 0,61                | 0              | 4              | 0              | 0              | 4,61             |
| 4    | Ben Maher            | Faltic                   | 3,13                | 0              | 0              | 4              | 0              | 7,13             |
| 5    | Jens Fredricson      | Markan Cosmopolit        | 0,00                | 0              | 0              | 4              | 4              | 8,00             |
| 6    | Henrik von Eckermann | Iliana                   | 0,70                | 0              | 4              | 0              | 4              | 8,70             |
| 7    | Max Kühner           | Elektric Blue P          | 2,16                | 4              | 0              | 0              | 4              | 10,16            |
| 8    | Olivier Perreau      | Dorai d'Aiguilly         | 1,79                | 0              | 1              | 4              | 4              | 10,79            |
| 9    | Eoin McMahon         | Mila                     | 0,95                | 4              | 4              | 4              | 4              | 16,95            |
| 10   | Willem Greve         | Highway                  | 5,57                | 4              | 1              | 4              | 5              | 19,57            |
| 11   | Rolf-Göran Bengtsson | Zuccero                  | 0,81                | 8              | 0              | 4              | 8              | 20,81            |
| 12   | Michael Duffy        | Cinca                    | 2,18                | 0              | 0              | 8              | zurückgezogen  |                  |
| 13   | Shane Sweetnam       | James Kann Cruz          | 2,87                | 0              | 4              | 8              |                | 14,87            |
| 14   | Christian Kukuk      | Mumbai                   | 2,04                | 0              | 4              | 9              |                | 15,04            |
|      | …                    |                          |                     |                |                |                |                |                  |
| 23   | Gerfried Puck        | Naxcel V                 | 3,63                | 4              | 2              | 16             |                | 25,63            |
|      | …                    |                          |                     |                |                |                |                |                  |
| 26   | Jana Wargers         | Limbridge                | 2,28                | 0              | 8              |                |                | 10,28            |
| 27   | Martin Fuchs         | Leone Jei                | 0,28                | 4              | 8              |                |                | 12,28            |
|      | …                    |                          |                     |                |                |                |                |                  |
| 29   | Bryan Balsiger       | Dubai du Bois Pinchet    | 1,21                | 4              | 8              |                |                | 13,21            |
|      | …                    |                          |                     |                |                |                |                |                  |
| 32   | Katharina Rhomberg   | Cuma                     | 2,98                | 0              | 12             |                |                | 14,98            |
|      | …                    |                          |                     |                |                |                |                |                  |
| 34   | Elian Baumann        | Little Lumpi E           | 8,48                | 4              | 4              |                |                | 16,48            |
|      | …                    |                          |                     |                |                |                |                |                  |
| 36   | Alessandra Reich     | Oeli R                   | 9,03                | 4              | 4              |                |                | 17,03            |
|      | …                    |                          |                     |                |                |                |                |                  |
| 41   | Stefan Eder          | Condaro                  | 6,69                | 1              | 12             |                |                | 19,69            |
|      | …                    |                          |                     |                |                |                |                |                  |
| 45   | Marcus Ehning        | Stargold                 | 2,72                | 4              | zurückgezogen  |                |                |                  |
|      | …                    |                          |                     |                |                |                |                |                  |
| 52   | Edouard Schmitz      | Gamin van't Naastveldhof | 5,98                | 8              |                |                |                | 13,98            |
|      | …                    |                          |                     |                |                |                |                |                  |
| 63   | Jennifer Hochstadter | Golden Lady              | 5,70                | 13             |                |                |                | 18,70            |
|      | …                    |                          |                     |                |                |                |                |                  |
| 63   | Gerrit Nieberg       | Ben                      | 8,32                | 12             |                |                |                | 20,32            |